# Heckler & Koch G36
A G36 (Gewehr 36) egy 5,56 mm-es gépkarabély, melyet a német Heckler & Koch gyárt. A fegyvert a Német Fegyveres Erők 1997-ben rendszeresítették, a 7,62 mm-es G3 karabélyt váltották fel vele. A fegyvert számos más ország hadseregénél is rendszeresítették. A tűrőképessége egy AK–47-essel egyezik meg, és a pontossága egy M16-ost is felülmúl. A fegyver átlátszó műanyag tárral rendelkezik, így a katona könnyen meg tudja nézni hogy mennyi lőszer áll még a rendelkezésére, illetve lőszer vagy rugóelakadás esetén hamar tud tájékozódni a tárban lévő állapotokról.

## Működése
A G36 forgó zárfejes, gázelvételes rendszerű, amely rövid úton üti meg a zárkeretet (Short Stroke), nincs vele összekapcsolva, mint például az AK47-nél. Emiatt a fegyver működése rendkívül tiszta, lőporgáz szinte egyáltalán nem jut hátra az elsütőszerkezethez. A gyártó állítja, hogy a fegyver akár 15 000 lövés leadására is képes tisztítás nélkül. A HK ugyanezt a gázrendszert emelte át a HK416-ba is,  amivel megszüntette az alapul szolgáló M4 gyermekbetegségeit. A G36 csöve nem a HK-ra jellemző poligon huzagolást, hanem a hagyományosat kapta 6 db, jobb irányú huzaggal, melyek 7"-en fordulnak egyet.

## Változatai
- G36 – Alapváltozat
- G36V – Annyiban tér el az alapváltozattól, hogy ezen a változaton nincsen távcső csak egy 20 mm szerelék sín és nyílt irányzék
- G36K – Rövid csövű változat (K – Kurz), az alapváltozatnál rövidebb, 318 mm-es csővel
- G36KV - Annyiban tér el a rövid csövű változattól, hogy ezen a változaton nincsen távcső csak egy 20 mm szerelék sín és nyílt irányzék
- G36C – Kompakt változat (C – Compact), a G36K továbbfejlesztett változata, 228 mm-es csővel
- MG36 – golyószóró, a nagyobb hőterhelés miatt nehezebb (vastagabb) csövet kapott
- MG36E - Annyiban tér el a golyószóró változattól, hogy ezen a változaton nincsen távcső csak egy 20 mm szerelék sín és nyílt irányzék

## Külső hivatkozások
- A G36 a gyártó Heckler & Koch honlapján (angolul) Archiválva 2011. november 28-i dátummal a Wayback Machine-ben